# Брест (Словения)
Вижте пояснителната страница за други значения на Брест.
Брест (на словенски: Brest) е село в Словения, регион Средна Словения, община Иг. Според Националната статистическа служба на Република Словения през 2015 г. селото има 336 жители.